# Hornická kulturní krajina Háj – Kovářská – Mědník
Hornická kulturní krajina Háj – Kovářská – Mědník je část krajinného celku v Krušných horách, která byla Ministerstvem kultury České republiky v souladu se zákonem o státní památkové péči prohlášena za krajinnou památkovou zónu opatřením ze dne 21. ledna 2014. Památkově chráněná zóna zaujímá rozlohu 1 150 ha v severozápadní části okresu Chomutov v Ústeckém kraji. Hornická kulturní krajina Háj – Kovářská – Mědník byla součástí česko-německého projektu Hornický region Erzgebirge/Krušnohoří, jehož cílem byl zápis krušnohorského montánního regionu na seznam Světového dědictví UNESCO, k čemuž došlo v roce 2019 (součástí památky Světového dědictví je pouze vrch Mědník, zatímco zbytek krajinné památkové zóny Hornická kulturní krajina Háj – Kovářská – Mědník tvoří její ochranné pásmo).

## Geografická poloha
Hornická kulturní krajina Háj – Kovářská – Mědník leží v geomorfologickém podcelku Klínovecká hornatina v Krušných horách.

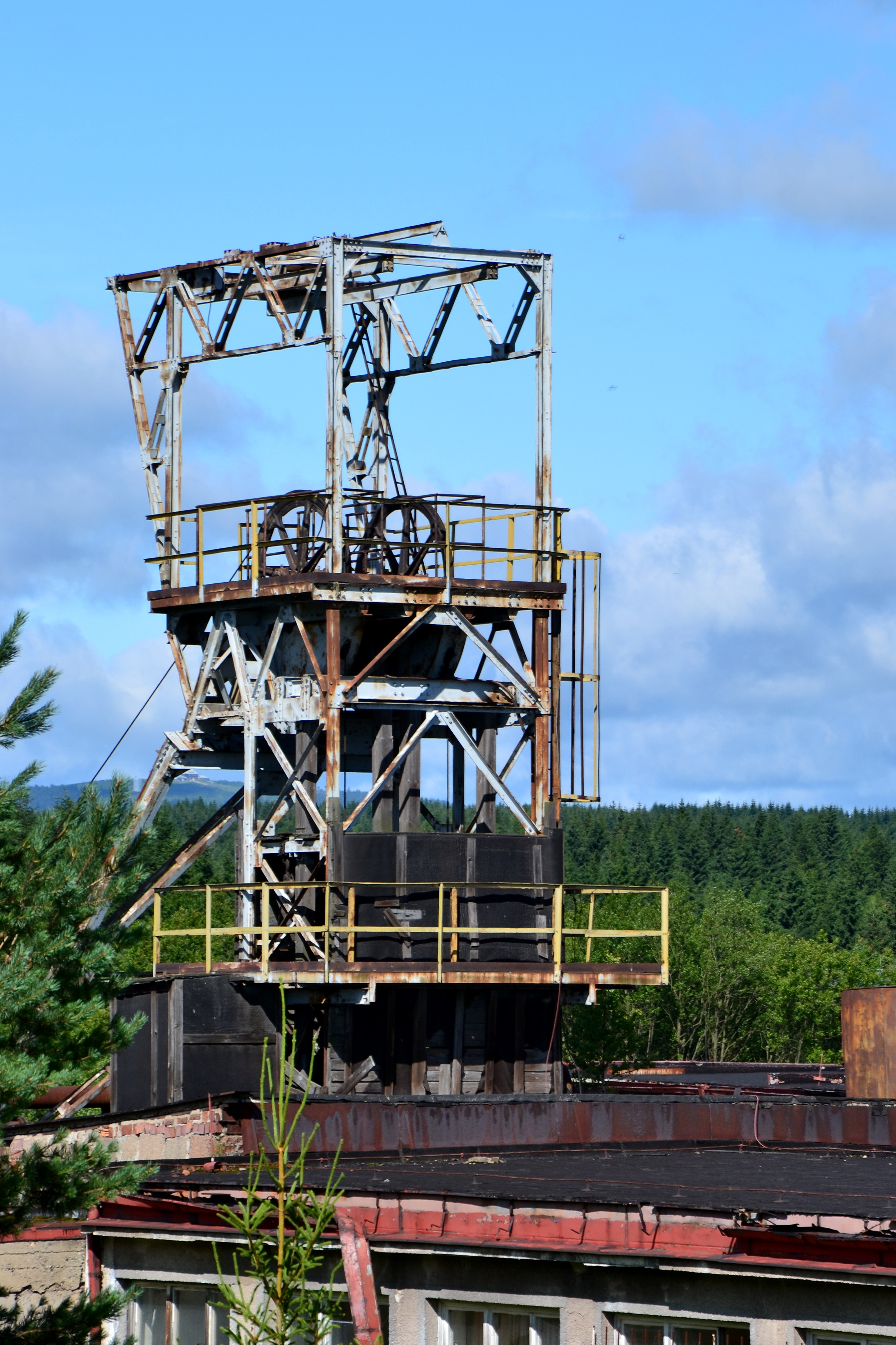
Těžní věž bývalého Dolu Měděnec

Chráněné území, protažené od západu k východu v prostoru mezi Loučnou pod Klínovcem a Měděncem, má jednotný geomorfologický charakter náhorní paroviny v nadmořské výšce 800–900 metrů. Z této náhorní paroviny vystupuje severně od někdejšího horního města Měděnce osamocený vrch Mědník (910 m n. m.), protkaný množstvím historických důlních děl. S průměrnou nadmořskou výškou 889 metrů se jedná se o nejvýše položenou krajinnou památkovou zónu České republiky.
Památková zóna zahrnuje katastrální území Háj u Loučné pod Klínovcem, Kovářská, Měděnec a Horní Halže, avšak většinou se vyhýbá intravilánu těchto obcí. Nejdále na západ dosahuje chráněné území k severovýchodnímu úbočí Hájského kopce (989 m n. m.). Odtud hranice památkové zóny směřuje na severovýchod k tělesu železniční tratě Chomutov–Vejprty a podle něj se pak stáčí na východ. Hranice zóny obchází Kovářskou od jihu a podle železniční tratě pokračuje až k bývalému Dolu Měděnec. Zahrnuje území kolem vrchu Mědník včetně přilehlého areálu zrušeného dolu z 20. století a pokračuje dále na východ až místu, kde stávala železniční stanice Měděnec. V tomto nejvýchodnějším bodě se hranice chráněného území obrací na jih a dále pak postupuje na západ podél severního okraje Měděnce a Horní Halže, odkud následně kopíruje silnici č. 223 až k odbočce pod Vysokou sečí, kde se obrací na severozápad směrem k Hájskému kopci.

## Předmět ochrany

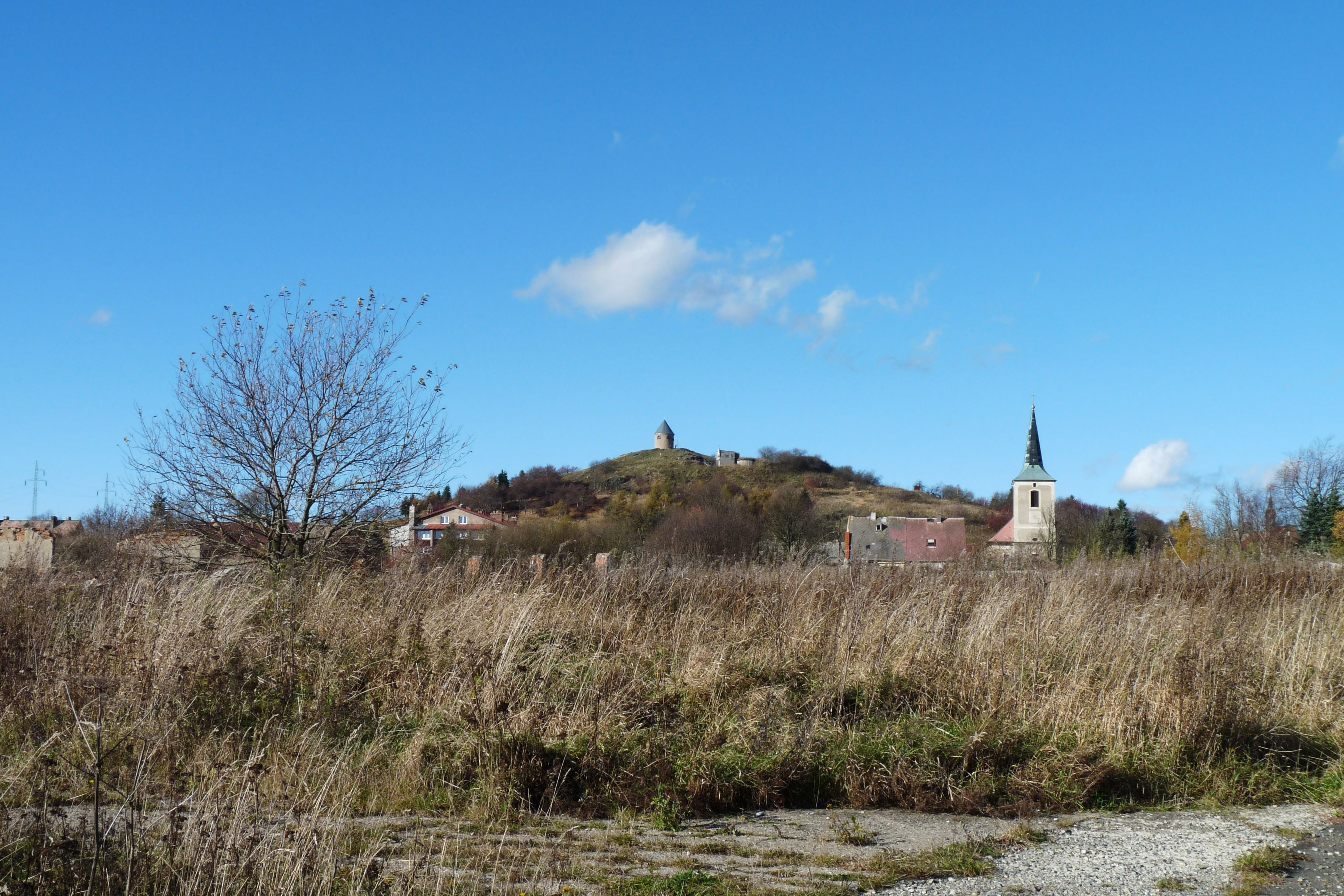
Bývalé horní město Měděnec a vrch Mědník od jihu

Hornická kulturní krajina Háj – Kovářská – Mědník zahrnuje oblast montánních památek evropského významu, spojených s mnohasetletou historií těžby železných a měděných rud v tomto regionu středního Krušnohoří.
Klíčové místo zde zaujímá vrch Mědník, který je v souvislosti s montánní činností poprvé zmiňován v letech 1446–1449. Na Mědníku se nachází množství starých štol a šachet, dodnes lokalizovatelných podle propadlin a odvalů. K nejdůležitějším důlním dílům v této lokalitě patří štola Marie Pomocná (Mariahilf) a štola Země zaslíbená, které jsou od roku 2007, respektive od roku 2012 částečně zpřístupněny veřejnosti. Součástí památkové zóny je i bývalý Důl Měděnec (dřívější Závod Václava Řezáče), který byl v provozu v letech 1968–1992 jako poslední železnorudný důl na českém území.
Důležitou památkou v chráněné zóně jsou také pozůstatky vápenky s přilehlým lomem nedaleko Kovářské na katastru Háj u Loučné pod Klínovcem. Tato technická památka je nejstarší dochovanou vápenkou v Čechách.

### Problematické vymezení památkové zóny a světové dědictví
Národním památkovým ústavem jsou v rámci krajinné památkové zóny na jeho webových stránkách prezentovány i technické, architektonické a sakrální památky v Kovářské a Měděnci, ačkoliv intravilány těchto obcí ve skutečnosti součástí památkové zóny nejsou. Schválené vymezení hranic památkové zóny se od počátečního záměru značně liší. Původní koncepce například zahrnovala též celý revír historického horního města Přísečnice, které bylo zbouráno a zatopeno vodami stejnojmenné nádrže v 70. letech 20. století, avšak tento záměr byl zamítnut obcí Kryštofovy Hamry. Proti začlenění intravilánů svých obcí do krajinné památkové zóny se postavili též představitelé Kovářské a Měděnce, ačkoliv zejména v Kovářské tak mimo památkovou oblast zůstala nejen dosud částečně zachovalá urbanistická struktura hornického městečka, ale také mimořádně historicky cenné pozůstatky zdejší vysoké pece. Tento rozdílný přístup k ochraně kulturního dědictví se nakonec projevil i v tom, že na 43. zasedání UNESCO 6. července 2019 byla zapsána na Seznam světového dědictví jen hornická krajina vrchu Mědník jako jedné z pěti českých lokalit, zařazených do Hornického regionu Erzgebirge/Krušnohoří.

## Krušnohorské krajinné památkové zóny
Kromě Hornické kulturní krajiny Háj – Kovářská – Mědník byly v roce 2014 za krajinné památkové zóny v oblasti Krušných hor ještě prohlášeny Hornická kulturní krajina Jáchymov a Hornická kulturní krajina Abertamy – Horní Blatná – Boží Dar v Karlovarském kraji a rovněž Hornická kulturní krajina Krupka a v Ústeckém kraji. Hlavním cílem vyhlášení těchto krajinných památkových zón je uchování obrazu těžby rud v oblasti Krušnohoří od 12. až do 20. století a zároveň také podpora udržitelného turismu a dalšího rozvoje uvedené oblasti.